# 1989 год в СССР

## Январь

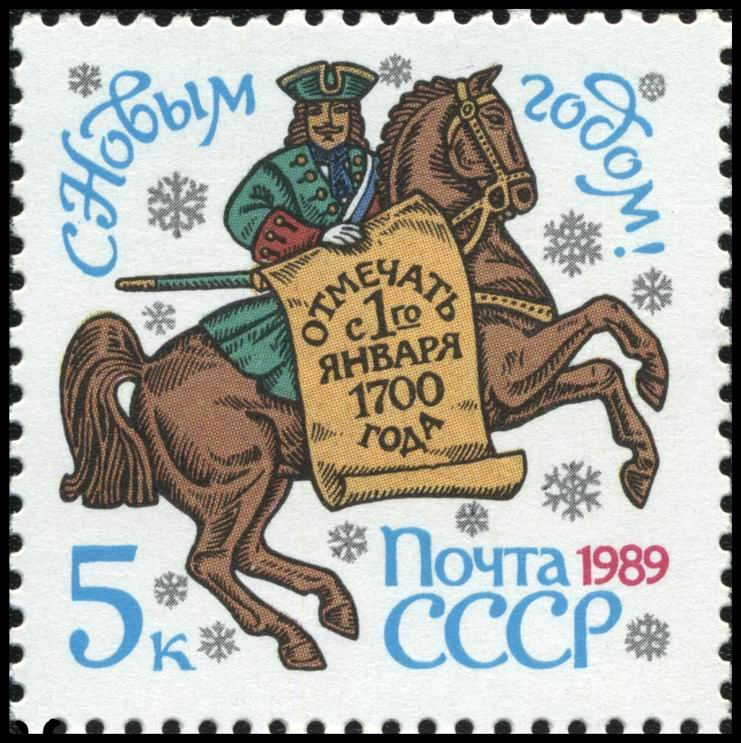
Почтовая марка СССР, 1989 год

- 2 января — В СССР совершил первый полёт экономичный среднемагистральный лайнер нового поколения Ту-204
- 3 января — в советской газете «Известия» начата публикация коммерческой рекламы
- 6 января — Перестройка в CCCP: Опубликовано постановление ЦК КПСС «О дополнительных мерах по восстановлению справедливости в отношении жертв репрессий, имевших место в период 30—40-х и начала 50-х годов»
- 7—8 января — учредительный съезд Интерфронта Латвии
- 12—19 января — последняя в истории СССР перепись населения
- 17 января — Перестройка в CCCP: отмена наименований в честь А. А. Жданова: метро «Выхино», Таганский район, город Мариуполь, Ленинградский университет и Приморский район Ленинграда
- 18 января — эстонский язык объявлен государственным в Эстонской ССР
- 21 января — в СССР на экраны вышел фильм Петра Тодоровского Интердевочка. По итогам года фильм стал лидером советского проката
- 23-26 января  — Афганская война: Операция «Тайфун»[1], последняя крупномасштабная военная операция советских войск в Афганистане.
- 23 января — землетрясение в Таджикской ССР (СССР), погибли 274 человека
- 26 января
  - В Москве на учредительной конференции создано общество «Мемориал» (возникло как неформальная организация в 1987 году)
  - Литовский язык объявлен государственным в Литовской ССР
- январь — начало экономического кризиса в СССР — падение темпов экономического роста, введение ограничений на вывоз товаров из регионов и начало системы распределения отдельных продовольственных товаров по талонам

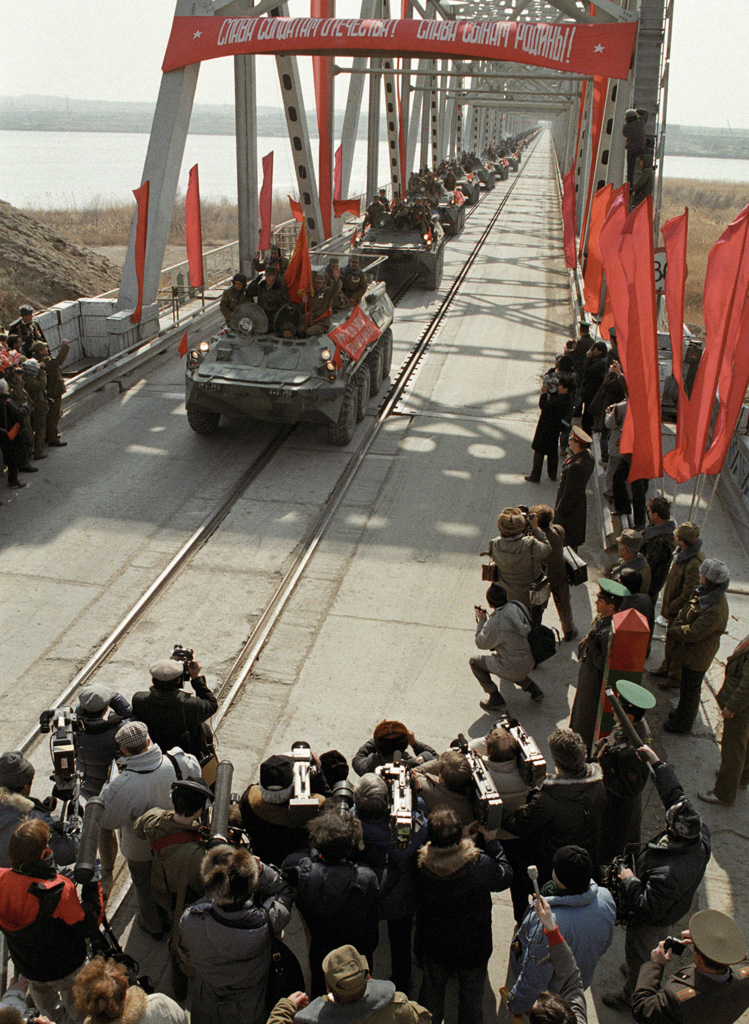
Последняя колонна советских войск пересекает афгано-советскую границу

## Февраль
- 2 февраля — В Вене (Австрия) завершились переговоры между СССР и США о сокращении вооружённых сил в Центральной Европе
- 4 февраля — подписано советско-китайское соглашение о сокращении войск на советско-китайской границе и выводе войск СССР из Монголии.
- 5 февраля — На советском телевидении в эфир впервые вышла Программа «А»
- 15 февраля — окончание вывода советских войск из Афганистана
- 24 февраля — В Эстонской ССР впервые с 1944 года на башне замка Длинный Герман в Таллине поднят государственный флаг Эстонии.
- 28 февраля — в СССР создано антиядерное движение Невада — Семипалатинск

## Март
- 2 марта — Принято совместное постановление ЦК КПСС, Президиума Верховного Совета СССР и Совета Министров СССР о возвращении городу Андропову Ярославской области исторического наименования Рыбинск.
- 4—5 марта — состоялся учредительный съезд Интерфронта Эстонской ССР
- 26 марта
  - Первые в истории СССР частично свободные и альтернативные парламентские выборы (выборы делегатов на съезд народных депутатов СССР). Депутатами избраны оппозиционные кандидаты Б. Н. Ельцин, А. Д. Сахаров и др. В СССР появляется публичная политика.

## Апрель

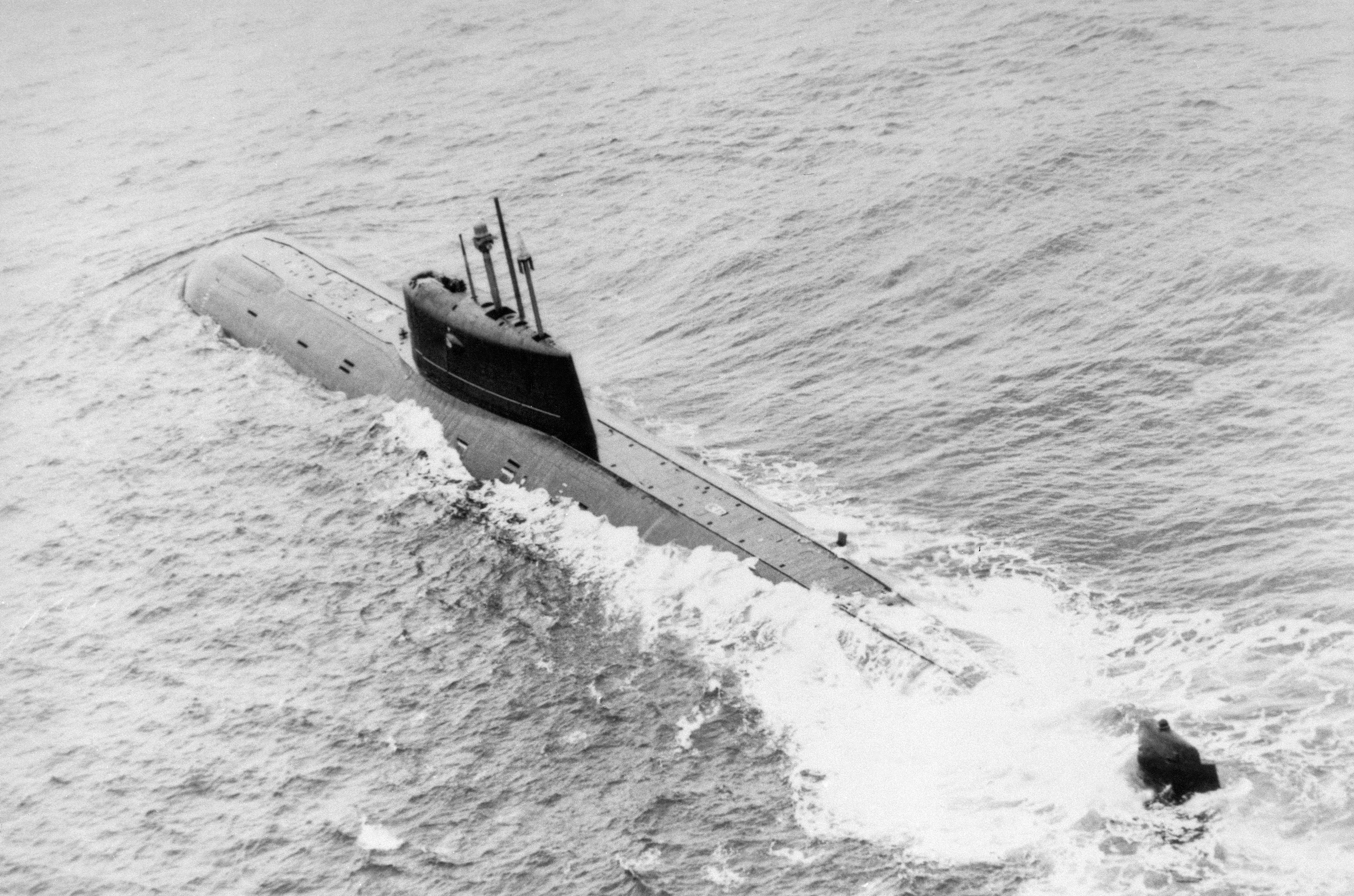
Советская подводная лодка К-278 Комсомолец

- 7 апреля — советская атомная подводная лодка К-278 «Комсомолец» затонула в результате пожара в Норвежском море, погибли 42 моряка
- 9 апреля — в Тбилиси советскими войсками с применением силы разогнан митинг, на котором присутствовало более 60 тысяч человек, погибли 16 человек, сотни были ранены. Митингующие требовали независимости Грузии
- 15 апреля — В Швеции начался Чемпионат мира по хоккею с шайбой (до 1 мая). По итогам чемпионата победу одержала сборная СССР.
- 17 апреля — а месте временного посёлка гидростроителей основан город-спутник Богучанской ГЭС — Кодинск.
- 18 апреля — Распад СССР: Верховный Совет Литовской ССР провозгласил государственный суверенитет республики
- 25 апреля
  - Перестановки в руководстве СССР. На пленуме из ЦК КПСС выведено 74 члена ЦК и 24 кандидата в члены ЦК. Критика курса М. С. Горбачёва консерваторами
  - Начался первый этап частичного вывода советских войск из Венгрии.

## Май
- 1 мая — Катастрофа Ан-2 в Сеченово.
- 2 мая — советский хоккеист Александр Могильный совершил побег в США.
- 3 мая — Начало всеобщей забастовки в НКАО. Начало кампании митингов и демонстраций в Армянской ССР. Митингующие требовали передачи Нагорного Карабаха Армении.
- 11 мая — начался вывод части советских войск из ГДР
- 14 мая — второй тур выборов народных депутатов СССР
- 15 мая — начался поэтапный вывод части советских войск из Монголии
- 15—18 мая — советский лидер Михаил Горбачёв посетил Китай (первый визит советского руководителя в Китай с 1960-х годов)
- 18 мая — декларация Верховного Совета Литовской ССР о суверенитете
- 19 мая — в Москве впервые избрана «Мисс СССР». Ей стала 17-летняя москвичка Юлия Суханова
- 20 мая — советский лётчик Александр Зуев угнал истребитель МиГ-29 в Турцию
- 21 мая — Перестройка в СССР: 150-тысячный митинг оппозиции в Москве на стадионе Лужники, начало серии митингов
- 23 мая — Перестройка в СССР: указ о восстановлении советского гражданства режиссёра Юрия Любимова.
- 25 мая — в Москве открылся I Съезд народных депутатов СССР (до 9 июня). В соответствии с конституционной реформой Михаил Горбачёв на альтернативной основе избран на пост Председателя Верховного Совета СССР — главы государства
- 27 мая — на заседании I Съезда народных депутатов СССР депутат Юрий Афанасьев впервые назвал часть депутатов съезда агрессивно-послушным большинством. Выражение было подхвачено СМИ и стало распространённым.
- 28 мая — митинги в Армянской ССР и провозглашение государственного суверенитета Армении

## Июнь
- 4 июня — Около Уфы в результате взрыва газопровода сгорели два пассажирских поезда. Погибли 573 человека, более 670 были ранены
- 9—18 июня — во Франции прошёл 38-й международный авиасалон в Ле-Бурже. Во время выставки советский лётчик Виктор Пугачёв на самолёте Су-27 продемонстрировал новую фигуру пилотажа — «кобру. Впервые эту фигуру высшего пилотажа в ходе испытаний Су-27 выполнил Игорь Волк.
- 12 июня — Председатель Президиума Верховного Совета СССР Михаил Горбачёв и канцлер ФРГ Гельмут Коль подписали в Бонне документ, декларировавший право восточноевропейских государств самим решать, какая политическая система будет определяющей в их странах
- 17 июня
  - В городе Новый Узень Казахской ССР произошли столкновения на межэтнической почве между местными жителями и выходцами с Кавказа. 4 человека погибло. 22 июня первым секретарём ЦК КП Казахстана назначен Нурсултан Назарбаев вместо Г. В. Колбина
  - Катастрофа Ил-62 в Берлине, 22 погибших.
- 30 июня — Перестройка в СССР: секретариат Союза писателей СССР принял решение о восстановлении членства и публикации произведений А. И. Солженицына.

## Июль
- 4 июля — в Бельгии потерпел катастрофу советский истребитель МиГ-23. Самолёт совершил вылет с территории Польши, после отказа авиационной техники лётчик катапультировался, а неуправляемая машина пролетела около 900 км над территорией ГДР, ФРГ, Нидерландов и упала на жилой дом возле франко-бельгийской границы. На земле погиб один человек.
- 7 июля
  - На I Съезде народных депутатов СССР сформирована первая оппозиционная официальному курсу фракция Межрегиональная депутатская группа.
  - Открылся XVI Московский кинофестиваль. Впервые на фестивале вручён приз Золотой Георгий, его получил фильм Похитители мыла (Италия).
- 11 июля — с шахтёрской забастовки в Кузбассе начались забастовки шахтёров по всей стране. Первые массовые забастовки в СССР.
- 15 июля — начало грузино-абхазских столкновений в Сухуми (Абхазская АССР), погибли 12 человек.
- 16 июля — учреждён Народный Фронт Азербайджана.
- 18 июля — в СССР начат серийный выпуск автобуса ЛиАЗ-5256.
- 22 июля — Таджикский язык объявлен государственным в Таджикской ССР.
- 27 июля — В СССР представлен прототип легкового автомобиля нового поколения ВАЗ-2110.
- 28 июля — Верховный Совет Латвийской ССР провозгласил государственный суверенитет республики.

## Август
- 15 августа — на базе министерства газовой промышленности СССР создан концерн «Газпром».
- 23 августа — В 50-ю годовщину подписания советско-германского пакта состоялась акция «Балтийский путь», в ходе которой жители Литвы, Латвии и Эстонии (около двух миллионов человек) выстроили живую цепь длиной почти в 600 км — самая большая живая цепь в мире.
- 31 августа — молдавский язык объявлен государственным в Молдавской ССР. Одновременно, на территории Молдавии был отменён кириллический алфавит и введено румынское правописание на латинице для молдавского языка.

## Сентябрь
- 5 сентября — в СССР осуществлён запуск космического корабля «Союз ТМ-8» (приземление 19 февраля 1990 года). Экипаж старта и посадки — Александр Викторенко и Александр Серебров. 8 сентября осуществлена стыковка космического корабля с орбитальным комплексом «Мир».
- 8 сентября — Учреждён Народный Рух Украины.
- 17 сентября — в Москве, СССР начался V чемпионат мира по боксу (до 1 октября).
- 21 сентября — Президиум Верховного Совета СССР принял указ об отмене указа Президиума Верховного Совета СССР от 20 февраля 1978 года о награждении Леонида Ильича Брежнева орденом «Победа».
- 23 сентября — азербайджанский язык объявлен государственным в Азербайджанской ССР.
- 28 сентября — «падение Ельцина с моста».
- 30 сентября — Основано информационное агентство «Интерфакс».

## Октябрь
- 5 октября — Верховный Совет Азербайджанской ССР провозгласил государственный суверенитет республики.
- 8 октября — Распад СССР: Народный фронт Латвии объявил о своём намерении добиваться выхода Латвийской ССР из состава СССР и создания независимого государства.
- 9 октября
  - Перестройка в СССР: принят закон о порядке разрешения трудовых споров, признающий право трудящихся на забастовку
  - Первый сеанс Анатолия Кашпировского по ЦТ СССР
- 12 октября — столкновение Ан-12 и Су-24 в Кировабаде.
- 18 октября — Под Баку разбился транспортный самолёт Ил-76, перевозивший десантников, возвращавшихся после выполнения задания в зоне армяно-азербайджанского конфликта. Погибли все находившиеся на борту — 9 членов экипажа и 48 десантников.
- 20 октября — катастрофа Ил-76 под Ленинаканом.
- 25 октября — Холодная война: официальный отказ СССР от «доктрины Брежнева». Пресс-атташе МИД СССР Геннадий Герасимов заявил, что Советский Союз не намерен более вмешиваться во внутренние дела других стран («доктрина Синатры»).
- 26 октября — Катастрофа Ан-26 под Петропавловском-Камчатским — крупнейшая на Камчатке (37 погибших).
- 28 октября — украинский язык объявлен государственным в Украинской ССР.
- 29 октября — на Западной Украине произошёл первый случай захвата униатами православного храма — Преображенской церкви во Львове. После встречи М. С. Горбачёва с Иоанном-Павлом II в 1 декабря униатская церковь была легализована, и гонения греко-католиков на православных на Западной Украине многократно усилились

## Ноябрь
- 2 ноября — в СССР начато вещание первого коммерческого телеканала 2x2. Основу эфира составляют клипы зарубежных музыкальных исполнителей.
- 3 ноября
  - В СССР опубликовано сообщение о вводе в строй завершающих объектов на БАМе. С их пуском открылась постоянная эксплуатация магистрали на всём протяжении от Усть-Кута до Тихого океана.
  - В СССР проведён первый валютный аукцион.
- 7 ноября — Беспорядки в Кишинёве, СССР. 10 ноября вторая волна беспорядков
- 14 ноября — Перестройка в СССР: Верховный Совет СССР принял Декларацию о признании незаконными и преступными репрессивных актов против народов, подвергшихся насильственному переселению, и обеспечении их прав.
- 19 ноября — Распад СССР: Верховный Совет Грузинской ССР декларировал право вето на союзные законы
- 21 ноября — Катастрофа Ан-24 в Советском.
- 23 ноября — Грузино-южноосетинский конфликт: поход грузинских националистов на Цхинвали
- 26 ноября — В СССР принят закон о экономической самостоятельности прибалтийских республик
- 28 ноября — последний в советской истории судебный процесс над диссидентом: Кировский районный суд Свердловска приговорил к трём годам заключения в колонии общего режима самиздатского журналиста Сергея Кузнецова

## Декабрь
- 1 декабря

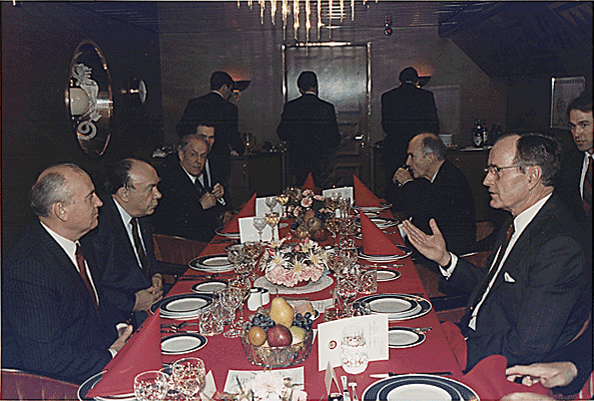
Советско-американский саммит на Мальте

  - В Ватикане прошла встреча советского лидера Михаила Горбачёва с папой римским Иоанном Павлом II. Первая из встреч глав советского и российского государства с главой католической церкви
  - В СССР осуществлён запуск космической обсерватории Гранат.
- 2—3 декабря — у берегов Мальты прошла встреча лидеров СССР и США Михаила Горбачёва и Джорджа Буша. По итогам встречи было сделано совместное заявление об окончании «холодной войны» и о новой эпохе в международных отношениях
- 5 декабря — опубликовано заявление руководителей Болгарии, Венгрии, ГДР, Польши и СССР о том, что предпринятый в 1968 году ввод войск их государств в Чехословакию явился вмешательством во внутренние дела суверенной Чехословакии и должен быть осуждён
- 9 декабря — возобновлён выпуск деловой газеты Коммерсантъ.
- 12 декабря — открылся II Съезд народных депутатов СССР (до 24 декабря). По докладу А. Н. Яковлева съезд осудил пакт Молотова — Риббентропа (1939 года). Были осуждены также ввод советских войск в Афганистан и применение военной силы в Тбилиси 9 апреля 1989 года
- 13 декабря — основана Либерально-Демократическая партия Советского Союза — предшественница современной ЛДПР
- 19 декабря — решение о выходе Компартии Литвы из КПСС
- 31 декабря — Массовые беспорядки в Нахичевани, разрушены сотни километров оборудования советско-иранской границы.